# Consejo Legislativo Palestino
No confundir con el Consejo Nacional Palestino, propio de la OLP.
El Consejo Legislativo Palestino (en árabe: المجلس التشريعي الفلسطيني, a veces denominado Parlamento de Palestina o Consejo Legislativo de Palestina) es el organismo del poder legislativo de la Autoridad Palestina y del Estado de Palestina.

## Descripción
Es un órgano unicameral con 132 miembros, elegidos entre los 16 distritos electorales en Cisjordania y la Franja de Gaza. La sede del Consejo Legislativo Palestino esta repartida en Ramala y Gaza.
El Consejo Legislativo Palestino aprobó una nueva ley en junio de 2005 en la cual aumentó el número de sus miembros de 88 a 132, y que además estipula que la mitad serían elegidos bajo un sistema de representación proporcional y la otra mitad por la pluralidad de voto general en los distritos electorales tradicionales. Las últimas elecciones parlamentarias tuvieron lugar el 25 de enero de 2006.
El Consejo Legislativo Palestino ha sido incapaz de ejercer a plenitud sus funciones debido al encarcelamiento israelí de algunos de sus miembros, por el conflicto entre los partidos Fatah y Hamás y por la indefinida postergación de las elecciones por el liderazgo de Fatah. Estaba previstas unas elecciones legislativas para 2014 que no se realizaron. En 2018  el presidente Mahmud Abbas decidió  disolver el Consejo Legislativo mediante una orden judicial. Hamás advirtió que la medida de desmantelar el Consejo Legislativo Palestino  y celebrar elecciones en un plazo de seis meses traería el caos y destruiría el sistema político. Abbas aseguró que la disolución del Consejo tenía como objetivo presionar a Hamás para que acepte las propuestas de reconciliación nacional. Las elecciones no se dieron.  Las primeras elecciones parlamentarias desde 2006 estaban previstas para mayo de 2021, pero en abril de 2021 el presidente Mahmoud Abbas volvió a posponerlas.